# Châteldon
Châteldon is een gemeente in het Franse departement Puy-de-Dôme (regio Auvergne-Rhône-Alpes) en telt 737 inwoners (1999). De plaats maakt deel uit van het arrondissement Thiers.

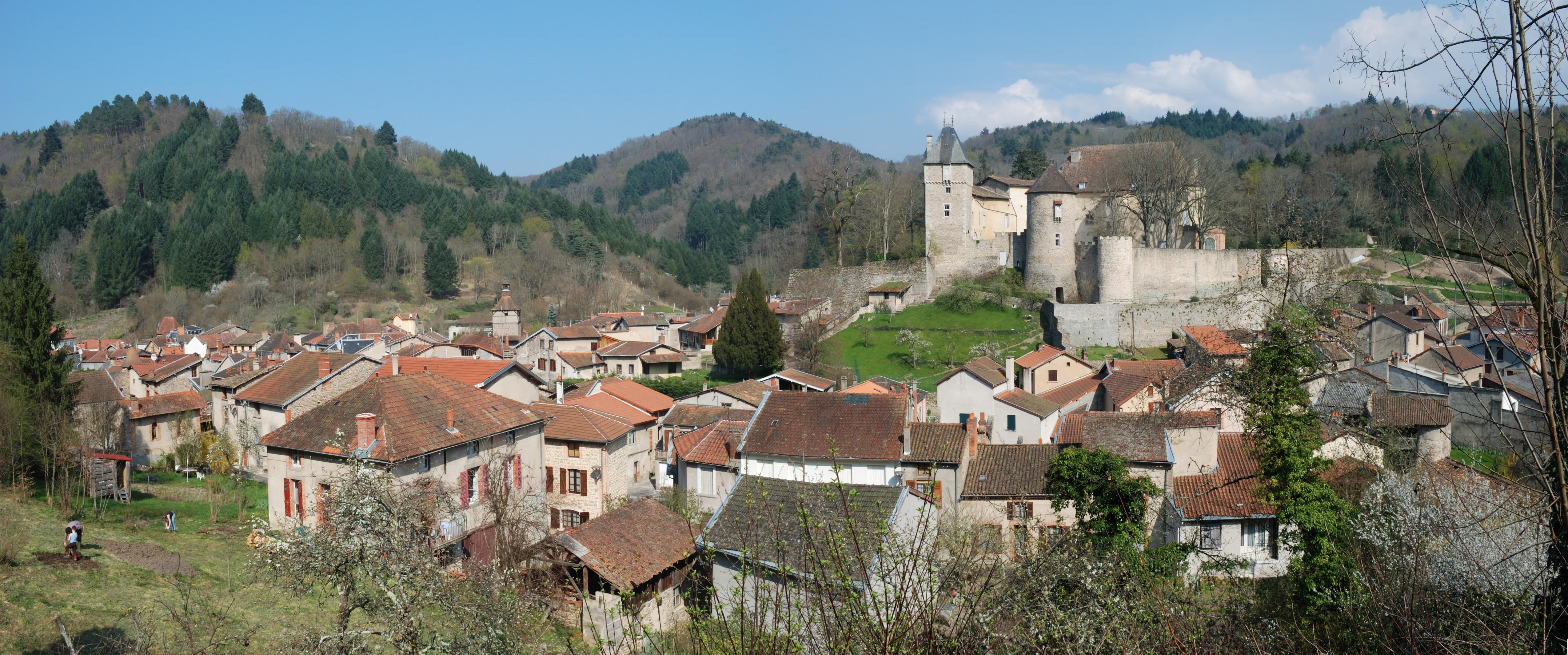

## Geografie
De oppervlakte van Châteldon bedraagt 28,0 km², de bevolkingsdichtheid is 26,3 inwoners per km².
De onderstaande kaart toont de ligging van Châteldon met de belangrijkste infrastructuur en aangrenzende gemeenten.

## Demografie
Onderstaande figuur toont het verloop van het inwonertal (bron: INSEE-tellingen).

## Geboren in Châteldon
- Pierre Laval (1883-1945), politicus en collaborateur